# 昭和レトロ商品博物館

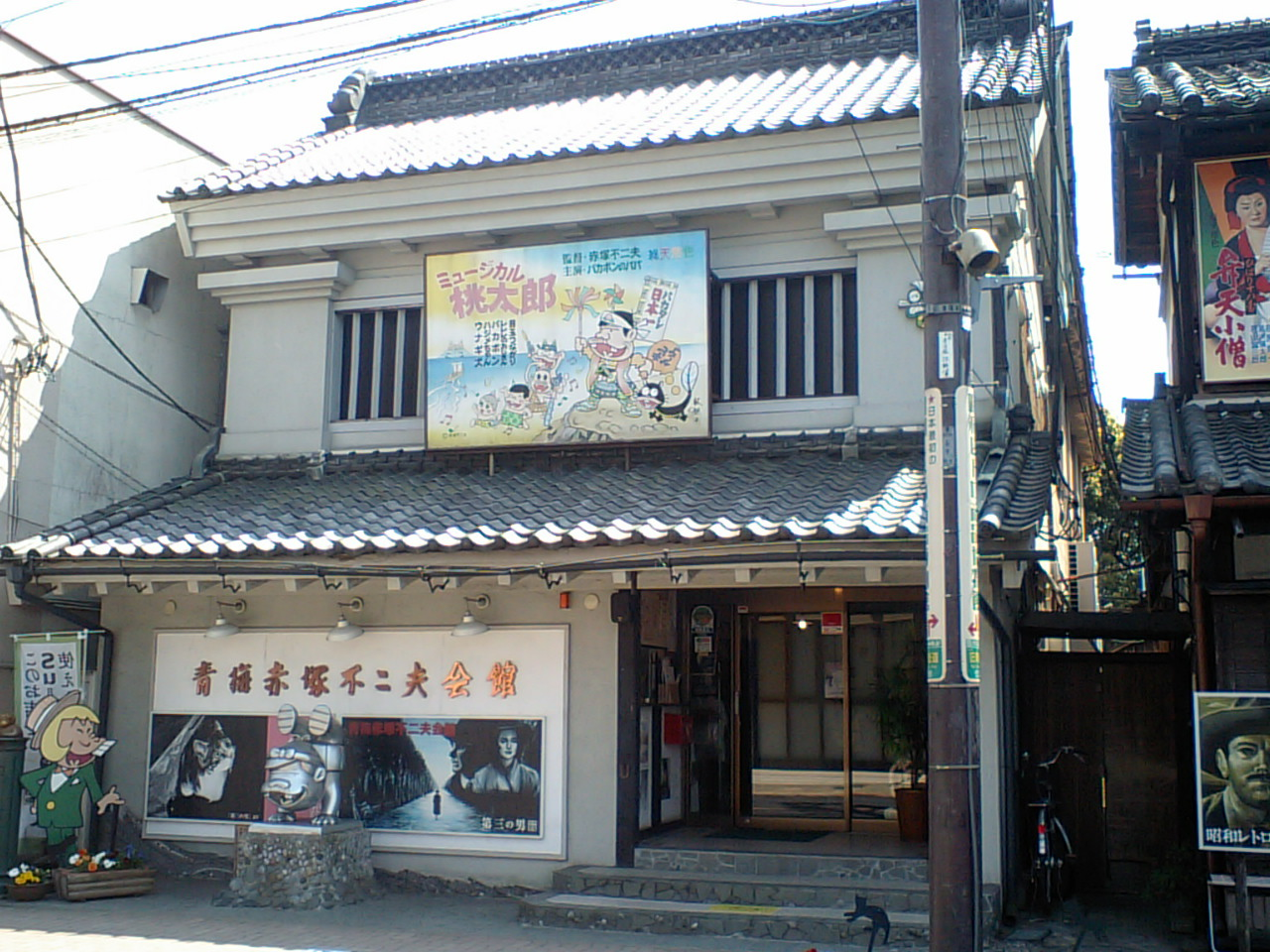
青梅赤塚不二夫会館

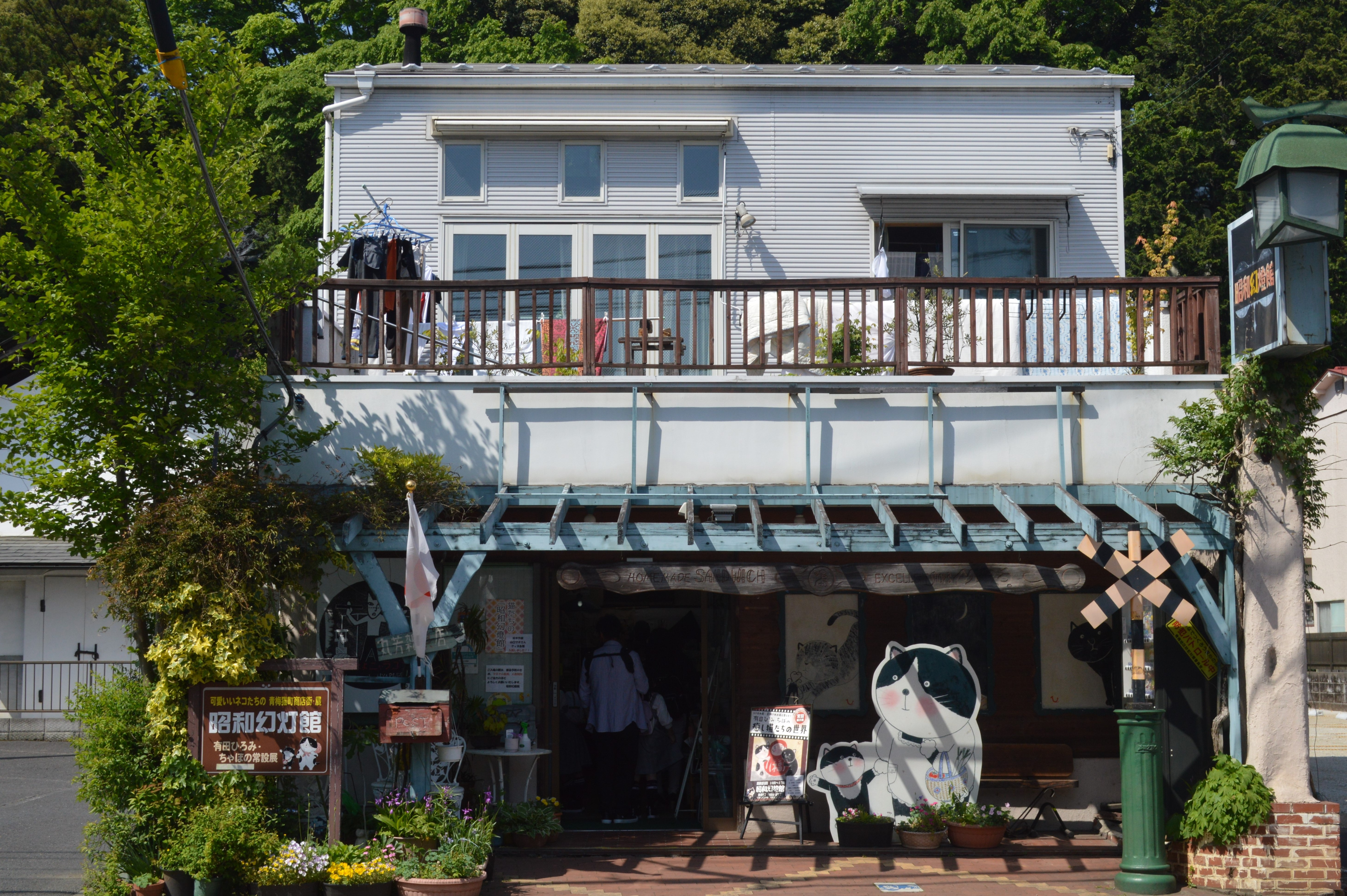
昭和幻燈館

昭和レトロ商品博物館（しょうわレトロしょうひんはくぶつかん）は、東京都青梅市にある博物館（レトロテーマパーク）。

## 歴史
- 1999年（平成11年）10月23日に開館した。
- 大正時代に築造された木造2階建てで、元は家具屋だった建物を再利用している。

## 展示
- 古い駄菓子のパッケージや、古い缶、ビンなど昭和時代の品々を多数展示している。館長が横川秀利で、名誉館長は串間努。希少価値の高い物が廃棄されて歴史から現物が消えてしまうのを防ぐために、また後世に伝えるために、コレクションの受け入れを行っている。館内撮影はOK。
- 館内の一角が昭和の駄菓子屋を再現した造りとなっている。
- 黄金バットの紙芝居自転車も展示されている。
- ウルトラマンなどのソフビ怪獣やブロッカー軍団IVマシーンブラスターの超合金、ミラーマンの人形シャンプー、仮面ライダーストロンガーのポスター、昭和特撮・昭和アニメの当時物カードや当時物メンコなど昭和特撮・昭和アニメ関連グッズも多く、人造人間キカイダー主演俳優である伴大介の生写真＆直筆サインも展示されている。
- 小川ローザの丸善ポスターや林寛子のプッチンプリンポスターも展示されている。
- 山口百恵、沢田研二、小泉今日子、武田鉄矢の等身大パネルも展示されており、これらとのツーショット撮影もOKである。
- 館内には山口百恵グッズが多く充実している。
- カックラキン大放送の出演者である研ナオコ、坂上二郎、車だん吉、芦川よしみ、ゴールデンハーフスペシャルからの1980年の直筆年賀状を展示した番組パネルもある。
- 1階の奥は昭和映画の巨大な看板が多数展示されている。
- 館内2階は小泉八雲の雪女伝説に言及しているコーナーとなっている。

## 併設
建物1階の左側にある別フロアには、かつて飲食店の「ボンボン亭」が隣接し(入り口は「昭和レトロ商品博物館」とは別であり行き来は出来ない)水餃子などを販売していたが、2022年2月22日から「ナミオ珈琲」というコーヒーとドーナツを売りにした茶房に入れ替わった。